# Kanadische Unterhauswahl 2015
- NDP: 44
- BQ: 10
- Grüne: 1
- Lib: 184
- Kon: 99

Übersicht der Provinzen und Territorien

Die 42. kanadische Unterhauswahl (englisch 42nd Canadian General Election, französisch 42e élection fédérale canadienne) fand am 19. Oktober 2015 statt. Gewählt wurden 338 Mitglieder des kanadischen Unterhauses (engl. House of Commons, frz. Chambre des Communes). Klare Wahlsiegerin war die Liberale Partei, die zuvor drittstärkste Kraft gewesen war und nun die absolute Mehrheit der Sitze erhielt. Neuer Premierminister wurde Justin Trudeau, der die Nachfolge des bisherigen konservativen Amtsinhabers Stephen Harper antrat.

## Hintergrund
Die Unterhauswahl 2011 führte zur Bestätigung der Konservativen Partei von Premierminister Stephen Harper, während die Neue Demokratische Partei (NDP) erstmals stärkste Oppositionskraft wurde und die Liberale Partei auf den dritten Platz abrutschte. Michael Ignatieff trat als Vorsitzender der Liberalen zurück, ebenso Gilles Duceppe vom separatistischen Bloc Québécois, nachdem beide ihr Abgeordnetenmandat verloren hatten. Im Juli 2011 trat Jack Layton aus gesundheitlichen Gründen als NDP-Vorsitzender zurück; er starb wenige Wochen später. Zu Laytons Nachfolger wurde im März 2012 Thomas Mulcair gewählt.
Nachdem Bob Rae bei den Liberalen interimistisch den Parteivorsitz übernommen hatte, folgte im April 2013 die Wahl von Justin Trudeau, dem Sohn des früheren Premierministers Pierre Trudeau. Der Bloc Québécois durchlebte turbulente Zeiten: Der neue Vorsitzende Daniel Paillé trat im Dezember 2013 zurück und wurde im Juni 2014 durch Mario Beaulieu ersetzt, auf den im Juni 2015 Gilles Duceppe folgte. Je ein Abgeordneter des Bloc und der NDP gründeten im Oktober 2014 die Partei Forces et démocratie, die somit mit zwei Sitzen im Unterhaus vertreten war.
Stephen Harper beantragte am 2. August bei Generalgouverneur David Johnston die Auflösung des Unterhauses. Da die Legislaturperiode ihre volle Länge von vier Jahren erreicht hatte, fand die Wahl wie im Canada Elections Act (Wahlgesetz) vorgeschrieben am dritten Montag im Oktober statt. Der Wahlkampf dauerte elf Wochen und war somit der längste der kanadischen Geschichte.
Die Vorsitzenden der wichtigsten Parteien:

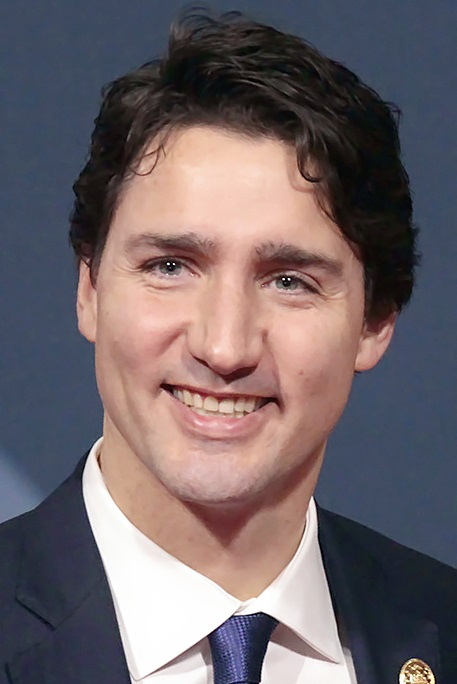
Justin Trudeau (Liberale Partei)
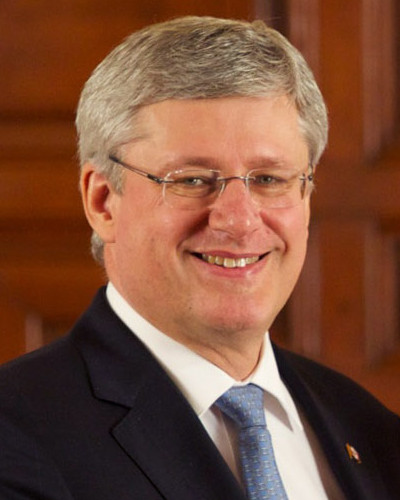
Stephen Harper (Konservative Partei)
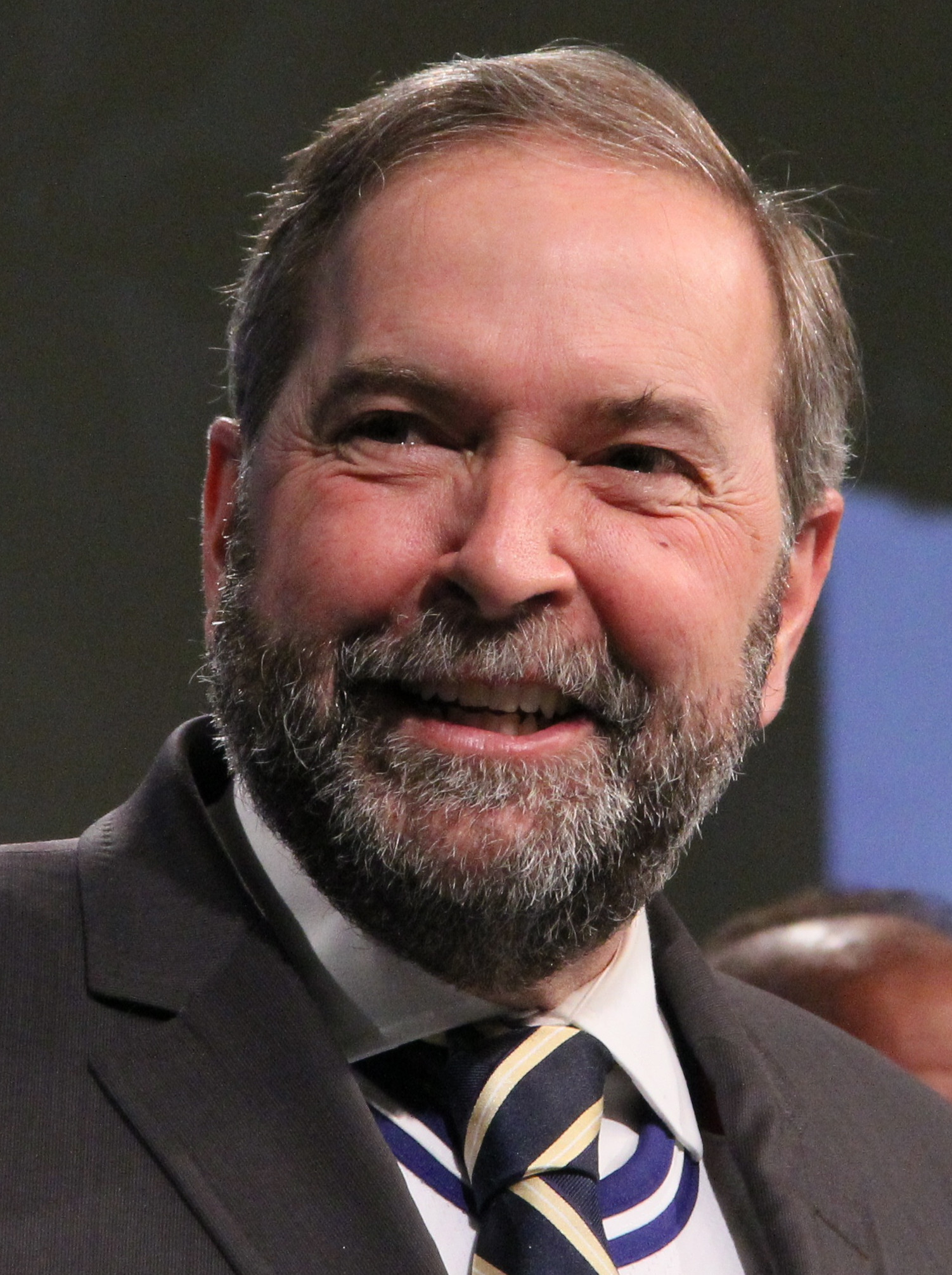
Thomas Mulcair (Neue Demokratische Partei)
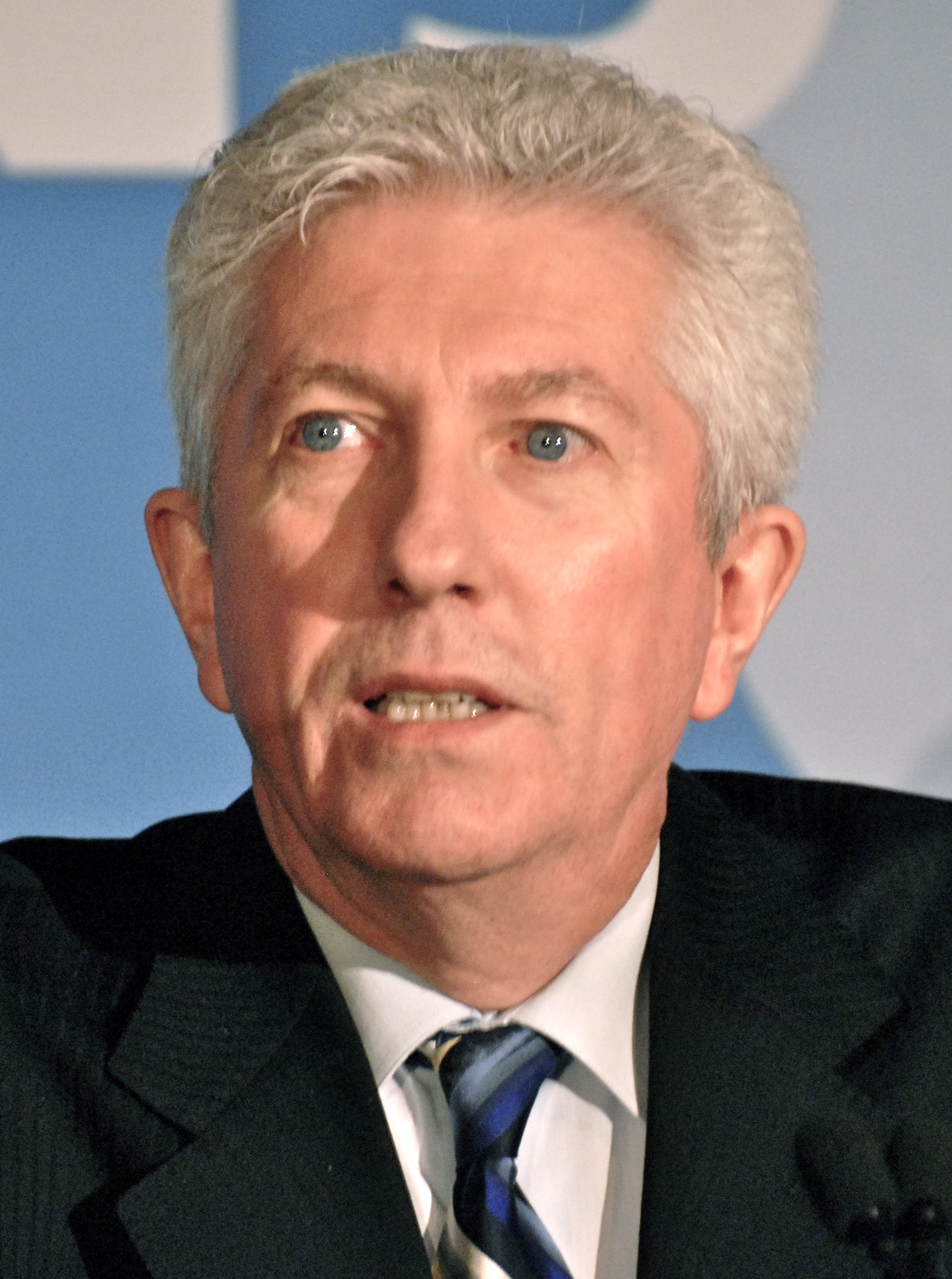
Gilles Duceppe (Bloc Québécois)
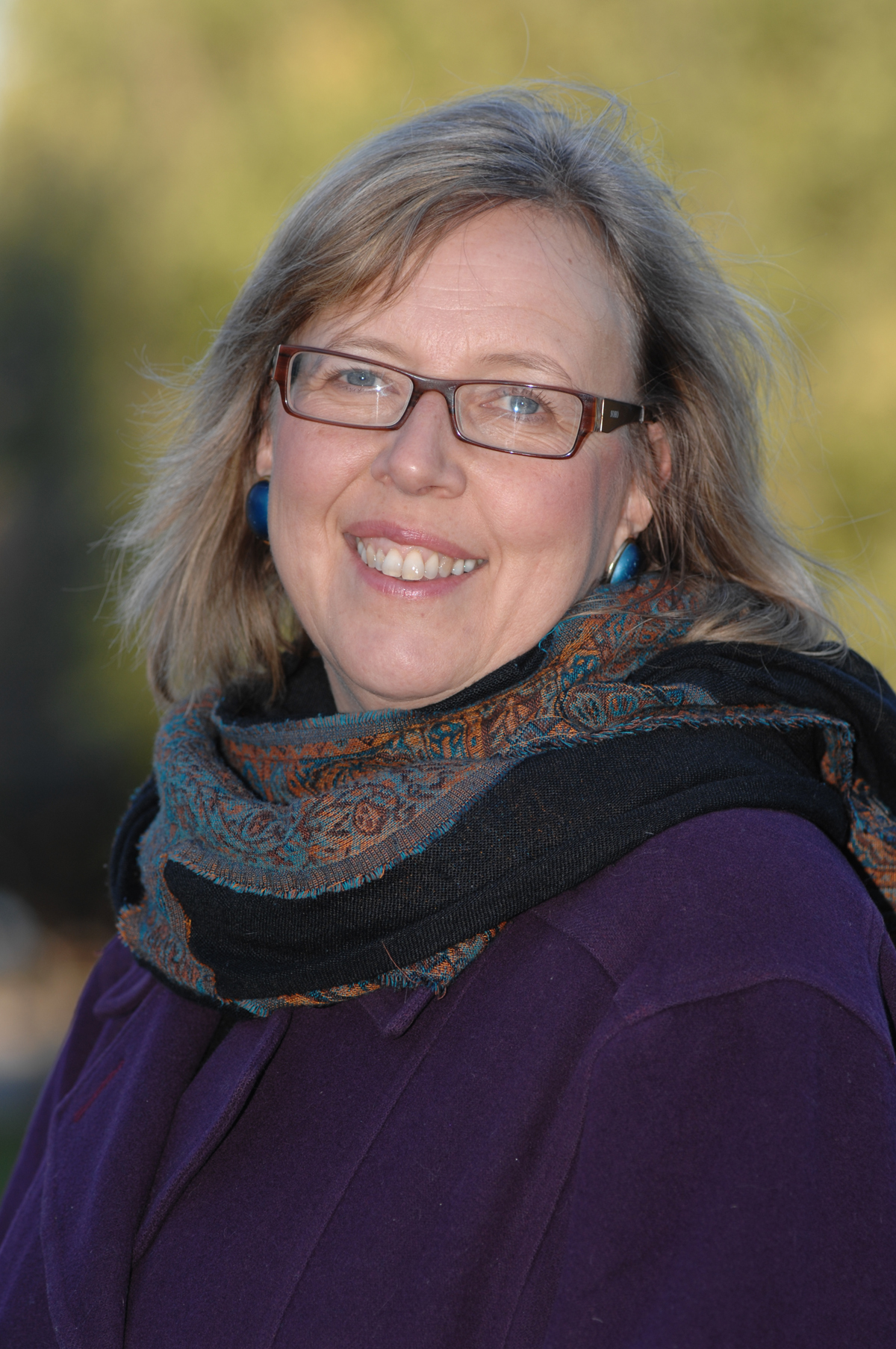
Elizabeth May (Grüne Partei)

## Erhöhung der Sitzzahl
Die Zahl der Unterhaussitze erhöhte sich von 308 auf 338. Seit der letzten Anpassung im Jahr 2003 waren die Provinzen mit dem höchsten Bevölkerungswachstum immer stärker unterrepräsentiert, d. h. die Anzahl Einwohner je Abgeordneter lag deutlich über dem Mittelwert. Da die kanadische Verfassung den Provinzen anhand verschiedener Kriterien eine Mindestanzahl an Sitzen garantiert, konnte eine Angleichung ohne Verfassungsänderung nur mittels höherer Gesamtsitzzahl vorgenommen werden. Zu diesem Zweck beschloss das Parlament den Fair Representation Act. Dieses Gesetz trat am 16. Dezember 2011 in Kraft. Die 30 zusätzlichen Sitze verteilen sich auf die folgenden Provinzen: Alberta (+6, neu 34), British Columbia (+6, neu 42), Ontario (+15, neu 121) und Québec (+3, neu 78). Ansonsten blieb die Zahl der Sitze unverändert: Manitoba 14, New Brunswick 10, Neufundland und Labrador 7, Nova Scotia 11, Prince Edward Island 4, Saskatchewan 14 sowie je 1 für die drei Territorien.

## Meinungsumfragen
Die folgende Grafik zeigt die Durchschnittswerte der Meinungsumfragen seit dem offiziellen Beginn des Wahlkampfs am 2. August:

## Ergebnisse
Die Wahlbeteiligung betrug 69,1 % und war damit so hoch wie seit 1993 nicht mehr.

### Gesamtergebnis
Amtliches Endergebnis:
| Partei | Partei                             | Vorsitzender         | Kandi- daten | Sitze 2011 | bei Auf- lösung | Sitze 2015 | +/−   | Stimmen    | Anteil   | +/−       |
| ------ | ---------------------------------- | -------------------- | ------------ | ---------- | --------------- | ---------- | ----- | ---------- | -------- | --------- |
|        | Liberale Partei                    | Justin Trudeau       | 338          | 034        | 036             | 184        | + 150 | 6.943.276  | 39,47 %  | + 20,56 % |
|        | Konservative Partei                | Stephen Harper       | 338          | 166        | 159             | 099        | − 067 | 5.613.614  | 31,91 %  | − 07,71 % |
|        | Neue Demokratische Partei          | Thomas Mulcair       | 338          | 103        | 095             | 044        | − 059 | 3.470.350  | 19,73 %  | − 10,89 % |
|        | Bloc Québécois                     | Gilles Duceppe       | 078          | 004        | 002             | 010        | + 006 | 821.144    | 04,67 %  | − 01,38 % |
|        | Grüne Partei                       | Elizabeth May        | 336          | 001        | 002             | 001        |       | 602.944    | 03,43 %  | − 00,48 % |
|        | Unabhängige / nicht parteigebunden |                      | 080          |            | 008             |            |       | 49.616     | 00,28 %  | − 00,21 % |
|        | Libertäre Partei                   | Tim Moen             | 072          |            |                 |            |       | 36.772     | 00,21 %  | + 00,17 % |
|        | Christian Heritage                 | Rod Taylor           | 030          |            |                 |            |       | 15.232     | 00,09 %  | − 00,04 % |
|        | Marxisten-Leninisten               | Anna Di Carlo        | 070          |            |                 |            |       | 8.838      | 00,05 %  | − 00,02 % |
|        | Forces et démocratie               | Jean-François Fortin | 017          |            | 002             |            |       | 8.274      | 00,05 %  | + 00,05 % |
|        | Rhinoceros                         | Sébastien Corriveau  | 027          |            |                 |            |       | 7.263      | 00,04 %  | + 00,01 % |
|        | Progressive Canadian Party         | Sinclair Stevens     | 008          |            |                 |            |       | 4.476      | 00,03 %  | − 00,01 % |
|        | Kommunistische Partei              | Miguel Figueroa      | 026          |            |                 |            |       | 4.393      | 00,02 %  |           |
|        | Animal Alliance                    | Liz White            | 008          |            |                 |            |       | 1.699      | 00,01 %  |           |
|        | Marijuana Party                    | Blair Longley        | 008          |            |                 |            |       | 1.557      | 00,01 %  |           |
|        | Democratic Advancement             | Stephen Garvey       | 004          |            |                 |            |       | 1.187      | 00,01 %  | + 00,01 % |
|        | Piratenpartei                      | Roderick Lim         | 005          |            |                 |            |       | 908        | <00,01 % | − 00,01 % |
|        | Canadian Action Party              | Jeremy Arney         | 003          |            |                 |            |       | 401        | <00,01 % | − 00,01 % |
|        | sonstige Kleinparteien             |                      | 006          |            |                 |            |       | 834        | <00,01 % |           |
|        | vakant                             |                      |              |            | 004             |            |       |            |          |           |
| Gesamt | Gesamt                             | Gesamt               | 1792         | 308        | 308             | 338        | + 30  | 17.592.778 | 100,0 %  |           |

### Ergebnis nach Provinzen und Territorien
| Partei | Partei                    | Partei      | BC   | AB   | SK   | MB   | ON   | QC   | NB   | NS   | PE   | NL   | NU   | NT   | YT   | Gesamt |
| ------ | ------------------------- | ----------- | ---- | ---- | ---- | ---- | ---- | ---- | ---- | ---- | ---- | ---- | ---- | ---- | ---- | ------ |
|        | Liberale Partei           | Sitze       | 17   | 4    | 1    | 7    | 80   | 40   | 10   | 11   | 4    | 7    | 1    | 1    | 1    | 184    |
|        | Liberale Partei           | Anteil in % | 35,2 | 24,6 | 23,9 | 44,6 | 44,8 | 35,7 | 51,6 | 61,9 | 58,3 | 64,5 | 47,2 | 48,3 | 53,6 | 39,5   |
|        | Konservative Partei       | Sitze       | 10   | 29   | 10   | 5    | 33   | 12   |      |      |      |      |      |      |      | 99     |
|        | Konservative Partei       | Anteil in % | 30,0 | 59,5 | 48,5 | 37,3 | 35,0 | 16,7 | 25,3 | 17,9 | 19,3 | 10,3 | 24,8 | 18,0 | 24,0 | 31,9   |
|        | Neue Demokratische Partei | Sitze       | 14   | 1    | 3    | 2    | 8    | 16   |      |      |      |      |      |      |      | 44     |
|        | Neue Demokratische Partei | Anteil in % | 25,9 | 11,6 | 25,1 | 13,8 | 16.6 | 25,4 | 18,3 | 16,4 | 16,0 | 21,0 | 26,5 | 30,8 | 19,5 | 19,7   |
|        | Bloc Québécois            | Sitze       |      |      |      |      |      | 10   |      |      |      |      |      |      |      | 10     |
|        | Bloc Québécois            | Anteil in % |      |      |      |      |      | 19,3 |      |      |      |      |      |      |      | 4,7    |
|        | Grüne Partei              | Sitze       | 1    |      |      |      |      |      |      |      |      |      |      |      |      | 1      |
|        | Grüne Partei              | Anteil in % | 8,2  | 2,5  | 2,1  | 3,2  | 2,9  | 2,3  | 4,6  | 3,4  | 6,0  | 1,1  | 1,5  | 2,8  | 2,9  | 3,4    |
|        | Unabhängige               | Anteil in % | 0,1  | 0,8  | 0,2  | 0,6  | 0,2  | 0,1  | 0,1  | 0,3  |      | 2,9  |      |      |      | 0,2    |

## Wahlkarten
Die folgenden Karten stellen die Stimmenanteile der Parteien nach Bundesstaaten und Wahlkreisen dar.

Liberal Party:unter 10 %10–19 %20–29 %30–39 %40–49 %50–59 %60–69 %mehr als 70 %
Conservative Party:unter 10 %10–19 %20–29 %30–39 %40–49 %50–59 %60–69 %mehr als 70 %
New Democratic Party:unter 10 %10–19 %20–29 %30–39 %40–49 %50–59 %60–69 %mehr als 70 %
Bloc Quebecois:unter 10 %10–19 %20–29 %30–39 %40–49 %50–59 %60–69 %mehr als 70 %
Green Party:unter 1 %1 %2 %3 % 4 %5 %6 %über 7 %keine Teilnahme